# Лімбурзька Вікіпедія
Лімбурзька Вікіпедія (лімб. Limburgse Wikipedia) — розділ Вікіпедії лімбурзькою мовою. Створена у 2004 році. Лімбурзька Вікіпедія станом на 26 березня 2025 року містить 15 084 статті, 30 976 зареєстрованих користувачів, 41 активного дописувача, 7 адміністраторів
. Загальна кількість сторінок в лімбурзькій Вікіпедії — 68 480, редагувань — 481 575, завантажених файлів — 622
. Глибина (рівень розвитку мовного розділу) лімбурзької Вікіпедії середня і становить 88.1 пунктів
. 

## Історія
- Січень 2005 — створена 100-та стаття[3].
- Серпень 2005 — створена 1 000-на стаття[3].
- Серпень 2015 — створена 10 000-на стаття[3].